# Marat Zakirov
Marat Sagitovich Zakirov (en russe : Марат Сагитович Закиров, né le 8 novembre 1973 à Nizhnekamsk) est un joueur de water-polo russe (tatar).
Il obtient la médaille d'argent olympique en 2000 et celle de bronze en 2004.